# Příbram I
Příbram I gradska je četvrt grada Příbrama. Prema popisu stanovništva iz 2001. godine, u četvrti živi 2.141 stanovnik na 322 prijavljene adrese. 
Četvrt zauzima površinu od 14,33 km². Poštanski broj četvrti Příbram I glasi 261 01.
Pod četvrt potpada i jedan dio povijesne jezgre grada, i znamenitosti poput gradskog ribnjaka, "Parka jelena", Trg Arnošta od Pardubica i Trg T.G. Masaryka. Pod katastarsku jedinicu četvrti uključena je i bolnica, groblje, dio gospodarske i industrijske zone te tzv. "Vikendaško naselje".

## Vanjske poveznice
- (češ.) (engl.) (njem.) Službene stranice grada i općine Příbram